# Babiččino údolí - Rýzmburk
Babiččino údolí - Rýzmburk este o arie protejată (sit de importanță comunitară — SCI) din Republica Cehă întinsă pe o suprafață de 65,46 ha, integral pe uscat.

## Localizare
Centrul sitului Babiččino údolí - Rýzmburk este situat la coordonatele 50°25′47″N 16°02′25″E / 50.429722°N 16.040278°E.

## Înființare
Situl Babiččino údolí - Rýzmburk a fost declarat sit de importanță comunitară în aprilie 2005 pentru a proteja un număr necunoscut de specii din flora spontană și fauna sălbatică aflate în arealul zonei.

## Biodiversitate
Situată în ecoregiunea continentală, aria protejată conține 3 habitate naturale: Pante stâncoase calcaroase cu vegetație casmofită, Izvoare petrifiante cu formare de travertin (Cratoneurion), Păduri pe pante, grohotișuri și ravene de Tilio-Acerion.
La baza desemnării sitului se află un număr nedeclarat de specii protejate.